# 临江镇 (资阳市)
临江镇，是中华人民共和国四川省资阳市雁江区下辖的一个乡镇级行政单位。

## 行政区划
临江镇下辖以下地区：
临江寺社区、石榴村、宝珠村、高桐村、吉乐村、红碑村、大堰村、清泉村、斑竹村、先锋村、文昌村、墨池村、太子村、昆仑村、水井村、仁里村、柳铺村、高柏村和临庵村。

## 特产
临江寺腐乳：中国地理标志产品。